# Max Riemelt
Max Riemelt (Berlín Este, 7 de enero de 1984) es un actor alemán, conocido por su papel de Wolfgang Bogdanow en la serie de ciencia ficción producida por Netflix, Sense8. Entre sus cintas más famosas están Napola (2004), La ola (2008), Caída Libre (2013) y Berlin Syndrome (2017).

## Biografía
Max Riemelt creció en Berlín-Mitte, tiene un hermano llamado Lukas Riemelt. 
Comenzó a estudiar para conseguir el Abitur. Sin embargo, en 2007 dejó sus estudios e incluso se negó a hacer el servicio militar obligatorio. 
Es padre de una niña.

## Carrera
Antes de dar comienzo a su carrera como actor, fue autodidacta y su primera actuación sería actuando en el grupo de teatro de su escuela con 11 años.
Su debut en televisión fue en 1997 en un papel secundario en la segunda parte de Eine Familie zum Küssen (Una familia para besar).
Consiguió un público mayor en la Navidad de 1998 cuando adquirió un papel de protagonista en la miniserie de la ZDF Zwei Allein bekannt (Dos conocidos solos).  
Para su carrera fueron importantes las producciones llevadas a cabo por el director Dennis Gansel, tras participar en la comedia adolescente Mädchen, Mädchen, fue uno de los protagonistas en el drama Napola – Elite für den Führer, por su actuación en esta última en el 2005 recibió el premio al "mejor actor" en el Festival Internacional de Ciene de Karlovy Vary, ese mismo año en la Berlinale le concedieron la Shooting Star en el contexto de Promoción del Cine Europeo. 
En 2008 obtuvo un papel como protagonista en la película Die Welle (La Ola), la cual fue la segunda película de más éxito en Alemania ese mismo año.
Además de Dennis Gansel, Dominik Graf también impulsó la carrera de Max Riemelt. Este participaría, junto a Jessica Schwarz en el drama romántico Der Rote Kakadu (La cacatúa roja) dirigida por este mismo director, por su actuación ganó el Premio de Cine de Baviera en 2006 al "mejor actor masculino". Graf y Riemelt trabajaron nuevamente juntos en 2010 en la miniserie de suspense Im Angesicht des Verbrechens (La cara del crimen).
En el 2013 protagonizó junto a Hanno Koffler la cinta Free Fall (Caída Libre), del director Stephan Lacant. La película narra la historia de un oficial de policía con una novia embarazada, que vive un romance prohibido con su colega de trabajo, este último interpretado por Riemelt. La cinta fue aclamada por el público y la crítica, fue un éxito tanto a nivel internacional como en su país de origen, Alemania. La película ha sido varias veces comparada con Brokeback Mountain. Tal fue el éxito que alcanzó esta cinta, que en el 2017 se inició una campaña a través de micromecenazgo para poder realizar una secuela. 
Desde 2015 a 2018, protagonizó la serie Sense8 de Netflix de las Hermanas Wachowski, interpretando a Wolfgang Bogdanow, un alemán experto en abrir cajas fuertes. La primera temporada recibió críticas positivas de los críticos. La serie fue cancelada después de estrenada su segunda temporada en 2017, la serie concluyó con un episodio especial de casi dos horas en el 2018. 
En el 2017 protagonizó junto a Teresa Palmer la cinta Berlin Syndrome, de la directora australiana Cate Shortland. La cinta tuvo comentarios divididos por parte de la audiencia, pero tanto las actuaciones de Palmer como de Riemelt fueron aclamadas.
En 2018 protagonizó Ernesto´s Island junto a la cubana Marion Duranona. El filme se rodó en Cuba bajo la dirección del director alemán Ronald Vietz.
En el 2019 participó en la serie de BBC One, World on Fire, junto a Helen Hunt. A principios del 2020, fue confirmado para actuar en la próxima cuarta entrega de la franquicia de ciencia ficción, Matrix, nuevamente bajo la dirección de  Lana Wachowski.

## Películas
- 1997: Eine Familie zum Küssen   (Una Familia para Besar).
- 1997: Praxis Bülowbogen  (Practicar Bioflow).
- 1998: Zwei allein  (Dos solos).
- 1999: Weihnachtsmärchen – Wenn alle Herzen schmelzen (Cuentos de Navidad - Cuando los corazones se derriten).
- 1999: Der Bär ist  (El Oso se Va).
- 2000: Brennendes Schweigen  (Silencio Ardiente).
- 2001: Mädchen, Mädchen (Chicas, chicas).
- 2001: Mein Vater und andere Betrüger  (Mi papá y otros engaños).
- 2002: Alphateam – Die Lebensretter im OP – Respekt (EquipoAlfa - Los Salvavidas en la OP - Respeto).
- 2002: Sextasy (Séxtasis).
- 2002: Balko – Giftzwerge (Sin traducción).
- 2003: Die Sonne anschreien (Grita al Sol).
- 2003: Appassionata (Apasionada).
- 2003: Wolffs Revier – Au Pair  (El Territorio de Wolff - El Par).
- 2003: Alarm für Cobra 11 – Die Autobahnpolizei – Ein tiefer Fall (Alarma para Cobra 11 - La Patrulla de Caminos -  Un Caso Profundo).
- 2003: In aller Freundschaft – Ich liebe dich, Mama  (En Toda Amistad - Te Amo, Mamá).
- 2003: Lottoschein ins Glück (Boleto de Lotería para la Felicidad).
- 2004: Neuland (Cortometraje)  (Tierra Nueva)
- 2004: Mädchen, Mädchen 2 – Loft oder Liebe  (Chicas, Chicas 2 - Desván o el Amor).
- 2004: Napola – Elite für den Führer   (Napola  -  Elite para el Fuhrer).
- 2005: Feinde (Cortometraje) -  Hallesche Kometen   (Enemigos - Cometas Hallesche).
- 2006: Der Rote Kakadu  (La Kacatúa Roja)
- 2006: Nachtasyl   (Profundidades)
- 2006: Der Untergang der Pamir  (El Hundimiento del Pamir).
- 2006: Der Kriminalist – Gefallene Engel (El Criminalista - Ángeles Caídos).
- 2007: GG 19 – Deutschland in 19 Artikeln – Stehplatz  (GG19 - Alemania en 19 Artículos - La Entrada General).
- 2007: Mörderischer Frieden  (Paz Asesina).
- 2007: An die Grenze (Hasta el Límite).
- 2008: Die Zigarrenkiste (Cortometraje)   (La Caja de Puros).
- 2008: Die Schattenboxer (Cortometraje)  -  (Los boxeadores de sombras).
- 2008: Lauf um Dein Leben – Vom Junkie zum Ironman  -  (Corre por tu Vida -  De Drogadicto a Ironman).
- 2008: Up! Up! To the Sky  -  (Arriba! Arriba! Hasta el Cielo)
- 2008: Die Welle (La Ola)
- 2008: Tausend Ozeane  (Mil Océanos).
- 2009: 13 Semester  (13 Semestres).
- 2010: Im Angesicht des Verbrechens.
- 2010: Wir sind die Nacht   (Somos la Noche)-
- 2012: El amigo alemán.
- 2012: Heiter bis wolkig  (De Alegre a Nublado).
- 2012:  Du hast es versprochen   (Tú Prometiste).
- 2013: Caída libre
- 2015: Amnesia
- 2017: Berlin Syndrome - (El Síndrome de Berlín).
- 2018: Ernesto´s Island
- 2021: Matrix Resurrections

## Series
- 2015—2018 Sense8 en el personaje de Wolfgang Bogdanow

## Premios
- 2005: La Shooting Star alemana en la Berlinale.
- 2006: Premio del cine de Baviera en 2005, como actor revelación por su papel de Siggi en la película Der rote Kakadu (La cacatúa roja).
- 2007: En la sexta edición del Festival de cine de Marrakech: premio al mejor actor.
- 2008: Premio Undine al mejor actor joven en una película por La Ola.
- 2010: Premio de la televisión alemana en la categoría Besondere Leistung Fiktion (extraordinario esfuerzo o progreso en Ficción) al conjunto de actores por la serie Im Angesich des Vrebrechens (En la cara del delito) a Marie Bäumer, Vladimir Burlakov, Alina Levshin, Marko Mandić, Mišel Matičević, Katharina Nesytowa, Max Riemelt y Ronald Zehrfeld.